# Red Hat (компания)
 Тази статия е за компанията.  За Linux дистрибуцията вижте Red Hat Linux.  За корпоративната дистрибуция вижте Red Hat Enterprise Linux.
Red Hat, Inc. (от англ. — червена шапка) е американска софтуерна компания, която осигурява софтуерни продукти с отворен код за предприятията и е дъщерна компания на IBM. Основана е през 1993 г., нейната корпоративна централа се намира в Роли (Северна Каролина), има и други офиси по света.
Red Hat се асоциира до голяма степен със своята корпоративна операционна система Red Hat Enterprise Linux. С придобиването на доставчика на корпоративния междинен софтуер с отворен код JBoss, Red Hat предлага и Red Hat Virtualization (RHV), продукт за корпоративна виртуализация. Red Hat предоставя съхранение, платформи за операционна система, междинен софтуер, приложения, продукти за управление и поддръжка, обучение и консултантски услуги.
Red Hat създава, поддържа и участва в много проекти за безплатен софтуер. Чрез корпоративни сливания и поглъщания компанията придобива няколко собствени кодови бази на софтуерни продукти и пуска такъв софтуер под лицензи с отворен код. Към март 2016 Red Hat е вторият по големина корпоративен участник в Linux ядрото версия 4.14 след Intel.
На 28 октомври 2018 г. IBM обявява намерението си да придобие Red Hat за 34 млрд. щ.д. Сделката е приключена на 9 юли 2019 г. Red Hat сега функционира като независимо дъщерно дружество.